# Un autunno fa
Un autunno fa è un singolo della cantautrice italiana Giordana Angi, pubblicato il 21 settembre 2022 come terzo estratto dal terzo album in studio Questa fragile bellezza.

## Descrizione
Il brano è scritto dalla stessa Angi assieme a Antonio Iammarino e Gabriele Cannarozzo, curatore della produzione. La cantautrice ha raccontato il significato del brano:
(Giordana Angi)

## Accoglienza
Umberto Salvato, recensendo l'album Questa fragile bellezza per All Music Italia, seleziona la traccia come uno dei migliori brani del progetto in cui è visibile «la bravura nella creazione di immagini emozionanti». Il giornalista ritiene che scegliere il brano come singolo sia una scelta comprensibile «per iniziare a raccontarsi; [...] per tornare ad immaginare una nuova vita» quando «vedi dentro tutto in subbuglio».
Gabriele Fazio dell'Agenzia Giornalistica Italia non resta colpito dal singolo, scrivendo che la cantante propone «lo stesso stile, stessa noia», che potrebbe essere interpretato nello stesso modo sia da Emma che da Alessandra Amoroso.

## Video musicale
Il video, diretto da Emanuel Lo, è stato pubblicato il 21 settembre 2022 sul canale YouTube dell'artista.

## Tracce
Testi e musiche di Giordana Angi, Gabriele Cannarozzo e Antonio Iammarino.
1. Un autunno fa – 3:13